# Gryllotalpa unispina
Gryllotalpa unispina là một loài côn trùng trong họ Gryllotalpidae. Loài này được Saussure miêu tả khoa học đầu tiên năm 1874.
Đây là loài gây hại phát triển phổ biến ở Uzbekistan.